# Helmut Marko (automobilist)
Helmut Marko (Graz, Austrija, 27. travnja 1943.) je bivši austrijski vozač automobilističkih utrka. Zajedno s Gijsom van Lennepom osvojio je utrku 24 sata Le Mansa 1971. za momčad Martini International Racing Team u bolidu Porsche 917 K. U Formuli 1 se natjecao od 1971. do 1972. no nije uspio osvojiti bodove. Bio je školski prijatelj Jochena Rindta. Trenutno je na poziciji savjetnika momčadi Red Bull Racing u Formuli 1.

## Vanjske poveznice
- Helmut Marko - Stats F1
- Helmut Marko - Driver Database